# شیچیگاهاما
شیچیگاهاما (به لاتین: Shichigahama, Miyagi) یک منطقهٔ مسکونی در ژاپن است که در استان میاگی واقع شده‌است. شیچیگاهاما ۱۳٫۱۹ کیلومترمربع مساحت و ۱۸٬۷۱۳ نفر جمعیت دارد.